# Porciano Ávila
Porciano Ávila Álvarez (La Ceiba, Departamento de Atlántida, Honduras, 14 de mayo de 1982) es un ex futbolista hondureño que jugaba como defensa.

## Trayectoria
Es cuñado del también futbolista Hendry Thomas. Debutó con el Club Deportivo Victoria en el año 2003, luego se trasladó al Club Deportivo Vida donde estuvo hasta mediados de 2013. Ese año fichó con los Colorado Rapids de la Major League Soccer, sin embargo solamente pudo sumar minutos con el equipo de reservas. Terminó el 2013 en Parrillas One. Tras destacadas actuaciones con el cuadro parrillero, Hernán Medford lo pide para reforzar el plantel de Real España de cara al Apertura 2014 y la Concacaf Liga Campeones 2014-15.

## Clubes
| Club            | País           | Año         |
| --------------- | -------------- | ----------- |
| Victoria        | Honduras       | 2003 - 2007 |
| Vida            | Honduras       | 2007 - 2013 |
| Colorado Rapids | Estados Unidos | 2013        |
| Parrillas One   | Honduras       | 2013 - 2014 |
| Real España     | Honduras       | 2014 - 2015 |
| Victoria        | Honduras       | 2016        |
| Juticalpa       | Honduras       | 2016        |
| Real Sociedad   | Honduras       | 2017        |

## Palmarés

### Campeonatos nacionales
| Título           | Club           | País     | Año  |
| ---------------- | -------------- | -------- | ---- |
| Copa de Honduras | Juticalpa F.C. | Honduras | 2016 |